# Miss Supranational 2009

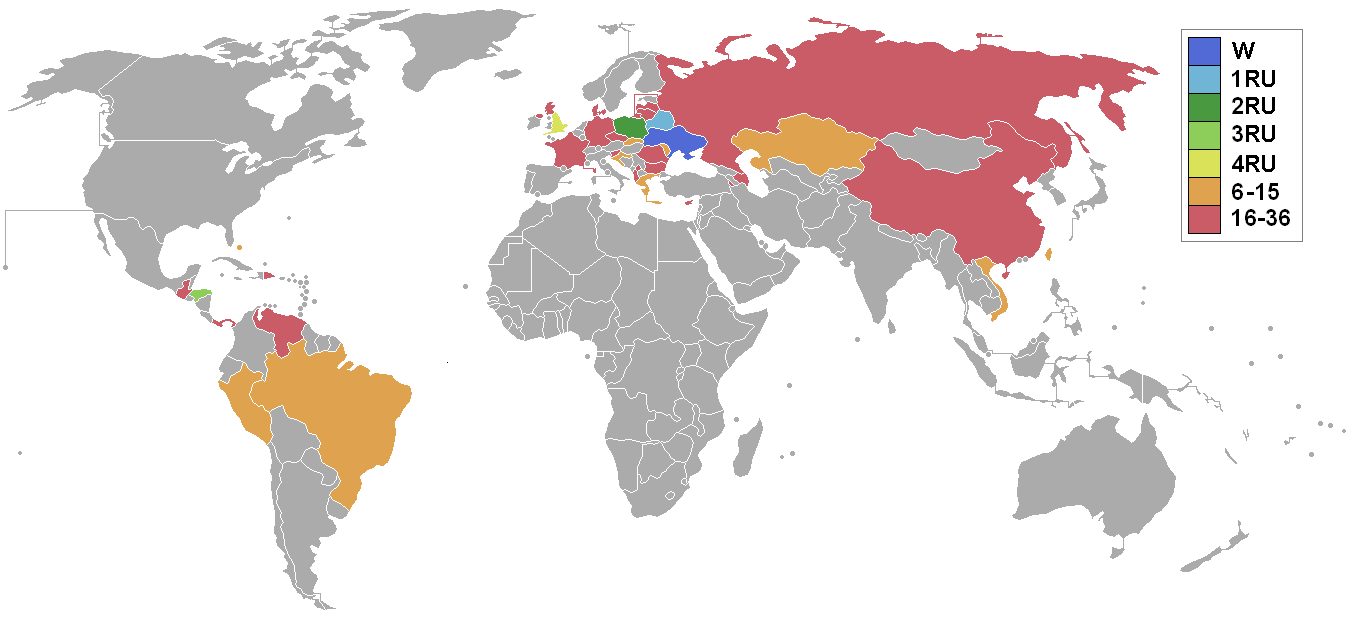
Państwa i terytoria zależne uczestniczące w Miss Supranational 2009

Miss Supranational 2009 – pierwsza gala Miss Supranational, która odbyła się 5 września 2009 w Amfiteatrze w Płocku. 
W konkursie wzięło udział 36 uczestniczek z różnych państw świata. Galę finałową poprowadzili: Patricia Kazadi i Krzysztof Ibisz. Transmisja była prowadzona przez stację TV4. Muzycznie galę uświetnili: Sophie Ellis-Bextor, No Mercy, Halina Mlynkova, Lidia Kopania i Sabina Golanowska wraz z Markiem Kaliszukiem.
Konkurs wygrała Miss Ukrainy – Oksana Moria.

## Lista uczestniczek
W konkursie wzięło udział 36 kobiet.
| Państwo           | Uczestniczka                    | Wiek | Wzrost (cm) | Miejscowość     |
| ----------------- | ------------------------------- | ---- | ----------- | --------------- |
| Albania           | Borana Kalemi                   | 18   | 174         | Tirana          |
| Anglia            | Amanda Lillian Ball             | 19   | 177         | Liverpool       |
| Azerbejdżan       | Diana Chernova                  | 23   | 171         | Baku            |
| Bahamy            | Kendra Demetria Wikinson        | 20   | 183         | Nassau          |
| Białoruś          | Marina Lepiesza                 | 21   | 177         | Mińsk           |
| Brazylia          | Karine Louise Osorio Pires      | 20   | 179         | Ponta Grossa    |
| Bułgaria          | Mirena Georgiewa                | 22   | 177         | Burgas          |
| Chiny             | Jun Shi                         | 21   | 180         | Pekin           |
| Chorwacja         | Andreja Cavlovic                | 21   | 175         | Bjelovar        |
| Cypr              | Nerantzoula Emmanouilidou       | 23   | 173         | Nikozja         |
| Czechy            | Aneta Zelena                    | 18   | 173         | Prościejów      |
| Dania             | Josephine Bergsler Heldbrandt   | 17   | 171         | Holte           |
| Dominikana        | Kirsis Celestino Jean           | 20   | 175         | Santo Domingo   |
| Francja           | Jennifer Tawk                   | 22   | 170         | Strasburg       |
| Grecja            | Dimitra Aleksandraki            | 19   | 174         | Ateny           |
| Gwatemala         | Evelyn Suseth Arreaga Marroquin | 25   | 175         | Gwatemala       |
| Honduras          | Ruth Aleman Alvarado            | 21   | 174         | San Pedro Sula  |
| Irlandia Północna | Sarah Marteau                   | 17   | 175         | Manchester      |
| Kazachstan        | Alına Sheptýnova                | 20   | 175         | Astana          |
| Kosowo            | Jehona Krasniqi                 | 17   | 177         | Prisztina       |
| Litwa             | Ernesta Mazulyte                | 21   | 172         | Wilno           |
| Łotwa             | Anastasija Begeba               | 18   | 180         | Ryga            |
| Mołdawia          | Ana Velesco                     | 20   | 173         | Gałacz          |
| Niemcy            | Shqipe Kadriu                   | 23   | 171         | Berlin          |
| Panama            | Silvia Oneida Acosta            | 24   | 175         | San Pedro Sula  |
| Peru              | Nancy Gisella Cava Acuña        | 20   | 178         | Trujillo        |
| Polska            | Klaudia Ungerman                | 20   | 179         | Wysiedle        |
| Rosja             | Natalja Korolewa                | 20   | 178         | Moskwa          |
| Rumunia           | Anca Vasiu                      | 19   | 179         | Bukareszt       |
| Słowacja          | Linda Mošatová                  | 20   | 178         | Ludanice        |
| Słowenia          | Vanesa Stefanowski              | 19   | 175         | Maribor         |
| Szkocja           | Anastasia Mikhaildes            | 18   | 174         | Colchester      |
| Tajwan            | Liu Xiao’ou                     | 23   | 178         | Tajpej          |
| Ukraina           | Oksana Moria                    | 20   | 177         | Dniepropetrowsk |
| Wenezuela         | Silvia Meneses                  | 20   | 178         | Caracas         |
| Wietnam           | Nguyen Chung                    | 22   | 174         | Ho Chi Minh     |

## Rezultaty

### Miss Supernational
| Tytuł                   | Laureatka |
| ----------------------- | --- |
| Miss Supranational 2009 | Oksana Moria |
| 1. wicemiss             | Marina Lepiesza |
| 2. wicemiss             | Klaudia Ungerman |
| 3. wicemiss             | Ruth Aleman Alvarado |
| 4. wicemiss             | Amanda Lillian Ball |
| Top 15                  | Linda Mošatová Karine Louise Osorio Pires Dimitra Aleksandraki Liu Xiao’ou Alına Sheptýnova Gisela Cava Acuna Kendra Wilkinson Andreja Cavlović Ana Velesco Nguyen Chung |

### Kontynentalne Królowe Piękności
| Kontynent      | Laureatka                  |
| -------------- | -------------------------- |
| Ameryka        | Karine Louise Osorio Pires |
| Azja i Oceania | Liu Xiao’ou                |
| Europa         | Linda Mošatová             |

### Nagrody specjalne
| Nagroda                  | Laureatka                     |
| ------------------------ | ----------------------------- |
| Miss Elegancji           | Josephine Bergsler Heldbrandt |
| Miss Fotogeniczności     | Oksana Moria                  |
| Miss Internetu           | Nguyen Chung                  |
| Miss Koleżeńskości       | Kendra Wilkinson              |
| Miss Osobowości          | Kendra Wilkinson              |
| Miss Talentu             | Borana Kalerni                |
| Miss Top Model           | Natalja Korolewa              |
| Najlepsze Ciało          | Amanda Lillian Ball           |
| Najlepszy strój narodowy | Nguyen Chung                  |

## Jurorzy
Tytuły Miss przyznało jury w składzie:
- Beata Drzazga – właścicielka salony mody Dono da Scheggia
- Kamila Rutkowska – hotele uzdrowiskowe St. George
- Edward Hajdrych – dyrektor handlowy Gosh Proffesional
- Paweł Narkiewicz – prezes zarządu Victoria Holding
- Paweł Zeitz – dyrektor artystyczny Festiwalu Piękna w Płocku
- Marek Nowotny – prezes spółki Image
- Piotr Walczak – prezes zarządu Lactalis Polska
- Edwin Dominguez – właściciel magazynu GlobalBeauties.com
- Carsten Mohr – główny doradca prezesa World Beauty Association
- Gerhard Parzutka von Lipinski – prezes zarządu Nowa Scena, prezydent wykonawczy konkursu Miss Supranational

## Pozostałe informacje
Państwa, które wybrały kandydatki, lecz później wycofały się z konkursu
- Ekwador – Sandra Vinces
- Irlandia – Alexandar Hamit
- Walia – Zara Mansfield

Kandydatki, które brały udział w innych konkursach piękności
|  | Miss World - 2008: Klaudia Ungerman Miss International - 2010: Nguyen Chung World Miss University - 2006: Ernesta Mazulyte Miss Global International - 2012: Amanda Lillian Ball (Zwyciężczyni)' Top Model of the World - 2009/2010: Kendra Wilkinson - 2009/2010: Liu Xiao’ou (Top 15) Miss Model of the World - 2010: Dimitra Aleksandraki (Top 26) Miss Global Beauty Queen - 2008: Ana Velesco (4. wicemiss) Miss Tourism Queen International - 2008: Nguyen Chung | Miss Tourism Queen of the Year International - 2010: Evelyn Suseth Arreaga Marroquin (Top 20) Miss Princess of the World - 2010: Mirena Georgiewa Miss International Beauty and Model - 2009: Jennifer Tawk - reprezentowała Monako - 2009: Alına Sheptýnova Miss Bikini Internacional - 2009: Anca Vasiu Miss Piel Dorada Internacional - 2007: Ruth Aleman Miss Maja Mundial - 2008: Gisella Cava Acuña |